# Manulea pillansii
Manulea pillansii är en flenörtsväxtart som beskrevs av O.M. Hilliard. Manulea pillansii ingår i släktet Manulea och familjen flenörtsväxter. Inga underarter finns listade i Catalogue of Life.